# Tímea Nagy
Tímea Nagy, född den 22 augusti 1970 i Budapest, Ungern, är en ungersk fäktare som tog OS-guld i damernas värja i samband med de olympiska fäktningstävlingarna 2004 i Aten.